# Zocca
Zocca is een gemeente in de Italiaanse provincie Modena (regio Emilia-Romagna) en telt 4716 inwoners (31-12-2004). De oppervlakte bedraagt 69,1 km², de bevolkingsdichtheid is 66 inwoners per km².
De volgende frazioni maken deel uit van de gemeente: Ciano, Missano, Montalbano, Montecorone, Montetortore, Montombraro, Rosola.

## Demografie
Zocca telt ongeveer 2236 huishoudens. Het aantal inwoners steeg in de periode 1991-2001 met 9,0% volgens cijfers uit de tienjaarlijkse volkstellingen van ISTAT.
| Jaar | Inwoneraantal |
| ---- | ------------- |
| 1991 | 4213          |
| 2001 | 4593          |

## Geografie
De gemeente ligt op ongeveer 759 m boven zeeniveau.
Zocca grenst aan de volgende gemeenten: Castel d'Aiano (BO), Guiglia, Montese, Pavullo nel Frignano, Valsamoggia (BO) en Vergato (BO).

## Geboren
Vasco Rossi (1952), Italiaanse zanger en songwriter